# Calocère visqueuse
Calocera viscosa
Espèce
La calocère visqueuse (Calocera viscosa) est une espèce de champignons gélatineux de la famille des dacrymycètacées.

## Description
- Carpophore 3 à 10 cm sous forme de tiges ramifiées et pointues, jaune doré soutenu à orangé en vieillissant, à l'aspect mouillé et gélatineux.
- Pied simple ou pieds accolés, solidement fixés au support par le mycélium.
- Chair jaune, élastique ; odeur et saveur faibles.

## Écologie
Assez courante, la calocère visqueuse pousse de l'été jusqu'aux gelées sur les souches et le bois tombé de conifères, beaucoup plus rarement de feuillus.

## Comestibilité
Selon Roger Phillips, elle est "non comestible", d'autres précisent légèrement toxique. L'espèce contient en effet une teneur élevée en tanins qui ont un effet laxatif, ce qui explique qu'elle a été utilisée comme vermifuge naturel.

## Espèces proches et confusions possibles
Ses plus proches parentes sont d'autres calocères, notamment la calocère cornue (Calocera cornea), venant sur les feuillus et de taille plus modeste. On peut la confondre également avec des ramaires jaunes, notamment la clavaire ou ramaire dorée (Ramaria aurantiaca) ainsi qu'avec Clavulinopsis fusiformis. Quoique certaines de ces espèces soient comestibles (de peu d'intérêt), il vaut mieux, pour parer à toute erreur, éviter les champignons ramifiés, jaunes ou autres.